# Daryush Shayegan
Daryush Shayegan (in persiano داریوش شایگان‎, Dāryush Shāyegān; Teheran, 2 febbraio 1935 – Teheran, 22 marzo 2018) è stato un filosofo e romanziere iraniano, studioso di indianistica e docente universitario.
Pensatore conosciuto a livello internazionale, si occupò di teoria della cultura e filosofia comparata.

## Biografia
Nato a Teheran, si è formato culturalmente in Iran e in Francia, dove ha studiato alla Sorbona. Ha insegnato sanscrito, indiano, filosofia comparata, all'Università di Teheran. 
Allievo di Henri Corbin, Shayegan è conosciuto in Francia per i suoi studi pionieristici sul misticismo persiano e sulla poesia mistica.
È stato fondatore e primo direttore del Centro iraniano per gli studi delle civiltà. 
Nel 1977, Shayegan è stato l'iniziatore del simposio internazionale sul "dialogo tra civiltà", un concetto del quale si è selettivamente appropriato l'ex presidente iraniano Mohammad Khatami, che l'ha sviluppato negli anni tra il 1997 e il 2005. 
Autore di numerosi libri e saggi, Shayegan viveva tra Parigi e la capitale iraniana.

## Riconoscimenti
Il romanzo Terre de mirages, scritto in lingua francese, ha vinto il premio ADELF dell'Associazione degli autori francesi, assegnatogli il 26 dicembre 2004. 
Nel 2009 Shayegan è stato, insieme a Mohammad Khatami, il primo destinatario del Global Dialogue Prize, un premio internazionale rivolto a chi abbia dato "contributi eccezionali al miglioramento e all'applicazione della ricerca sui valori interculturali": nel suo caso, il premio era un riconoscimento alla sua concezione dialogica della soggettività culturale.
Nel 2011 ha ricevuto la Grande médaille de la Francophonie, conferita dall'Académie française.

## Opere
- La lumière vient de l'Occident, Aube nouvelle, 2001.
- Le regard mutilé - schizophrénie culturelle: pays traditionnels face a la modernité, 1989.
- L'Asie face à l'Occident.
- Qu'est ce qu'une révolution religieuse?, Albin Michel, 1991.
- Les Illusions de l'identité, éditions du Félin, 1992.
- Terre de mirages, 2004.
- Hindouisme et soufisme, Albin Michel, 1997.
- Schizophrénie culturelle, Albin Michel, 2008.
- Henry Corbin: Penseur de l'islam spirituel, Albin Michel, 2011.
- Sous les ciels du monde, éditions du Félin, 2011.
- La Conscience métisse, Albin Michel, 2012.